# Liste der Straßen und Plätze im 15. Arrondissement (Paris)
Diese Liste führt alle Straßen und Plätze im 15. Arrondissement von Paris auf.

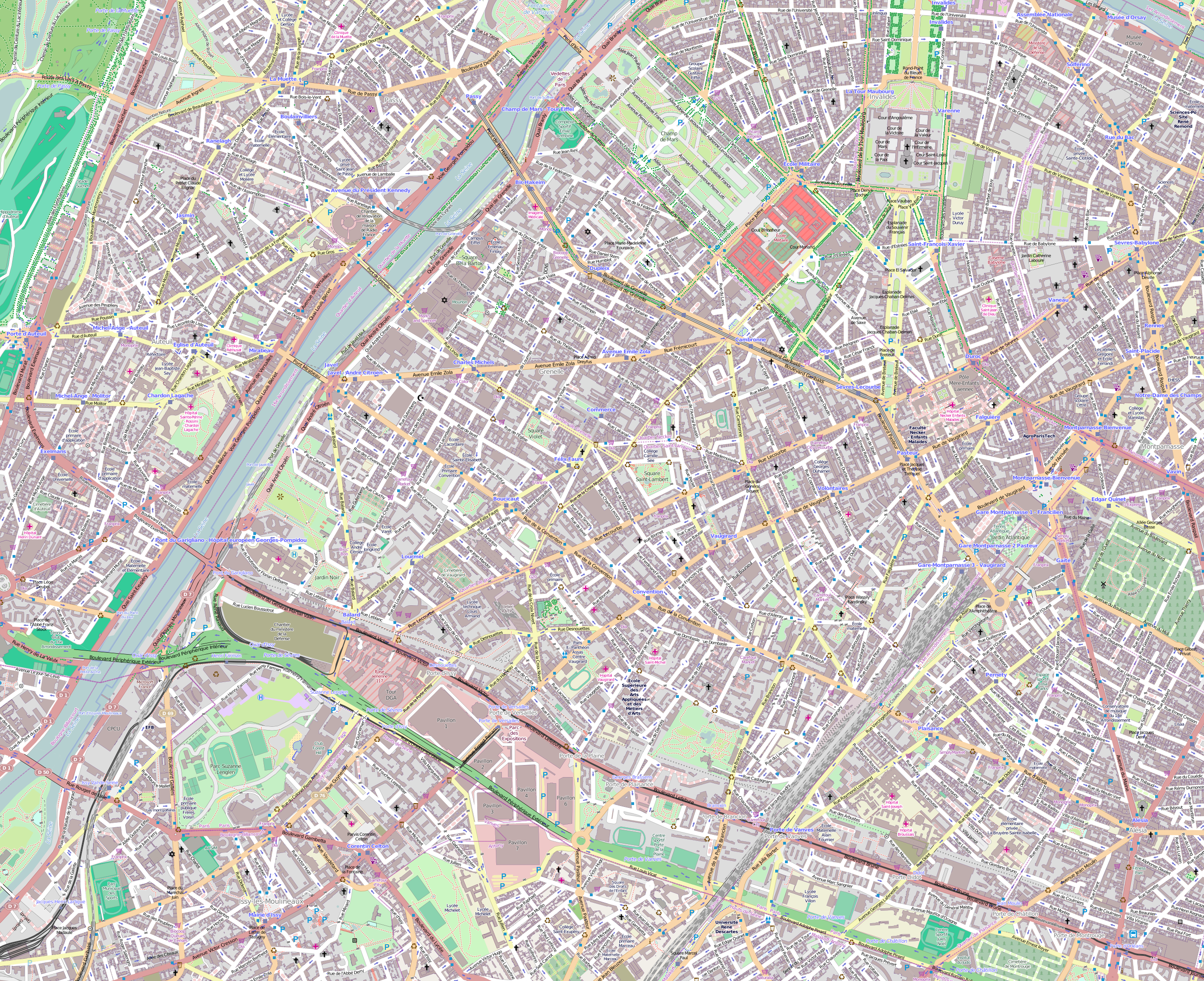
Plan des 15. Arrondissements von Paris

## Liste

### A
- Voie A/15
- Rue de l’Abbé-Groult
- Rue de l’Abbé-Roger-Derry
- Voie AD/15
- Place Adolphe-Chérioux
- Rue Alain-Chartier
- Rue Alasseur
- Avenue Albert-Bartholomé
- Square Albert-Bartholomé
- Place Albert-Cohen
- Rue d’Alençon
- Passage Alexandre
- Rue Alexandre-Cabanel
- Place Alfred-Dreyfus
- Place Alfred-Sauvy
- Hameau d’Alleray
- Place d’Alleray
- Rue d’Alleray
- Rue Alphonse-Bertillon
- Place Alphonse-Humbert
- Place Amédée-Gordini
- Rue de l’Amiral-Roussin
- Quai André-Citroën
- Esplanade André-Chamson
- Rue André-Gide
- Rue André-Lefebvre
- Rue André-Theuriet
- Rue Anselme-Payen
- Rue Antoine-Bourdelle
- Rue Antoine-Hajje
- Rue Antonin-Mercié
- Rue Aristide-Maillol
- Rue Armand-Moisant
- Rue de l’Armorique
- Rue de l’Arrivée
- Rue d’Arsonval
- Villa de l’Astrolabe
- Rue Auguste-Bartholdi
- Cité Auguste-Chabrières
- Rue Auguste-Chabrières
- Rue Auguste-Dorchain
- Rue Auguste-Vitu
- Promenade d’Australie
- Rue de l’Avre

### B
- Voie B/15
- Place Balard
- Rue Balard
- Rue Bargue
- Rue Barthélemy
- Rue Bausset
- Rue Béatrix-Dussane
- Rue Beaugrenelle
- Rue Bellart
- Rue des Bergers
- Allée de la Bertelotte
- Rue du Bessin
- Place Bienvenüe
- Pont de Bir-Hakeim
- Rue Blomet
- Rue du Bocage
- Rue Borromée
- Rue Bouchut
- Rue Bouilloux-Lafont
- Rue Bourseul
- Voie BR/15
- Rue Brancion
- Square Brancion
- Quai Branly
- Place de Brazzaville
- Avenue de Breteuil
- Place de Breteuil
- Rue Brown-Séquard
- Voie BV/15
- Voie BZ/15

### C
- Voie C/15
- Voie CA/15
- Rue de Cadix
- Place Cambronne
- Rue Cambronne
- Place Camille-Claudel
- Rue Camulogène
- Allée du Capitaine-Dronne
- Rue du Capitaine-Ménard
- Rue du Capitaine-Scott
- Rue Carcel
- Place du Cardinal-Amette
- Rue Carrier-Belleuse
- Rue de Casablanca
- Rue Castagnary
- Rue Cauchy
- Rue de la Cavalerie
- Voie CB/15
- Voie CC/15
- Voie CD/15
- Voie CE/15
- Rue Cépré
- Rue César-Franck
- Rue des Cévennes
- Voie CF/15
- Voie CG/15
- Voie CH/15
- Rue de Chambéry
- Avenue de Champaubert
- Impasse Chandon
- Passage des Charbonniers
- Square Charles-Laurent
- Rue Charles-Lecocq
- Place Charles-Michels
- Place Charles-Vallin
- Rue Charles-Weiss
- Villa des Charmilles
- Rue Chasseloup-Laubat
- Rue Chauvelot
- Rue de Cherbourg
- Rue du Cherche-Midi
- Voie CI/15
- Place des Cinq-Martyrs-du-Lycée-Buffon
- Voie CJ/15
- Rue Claude-Garamond
- Rue Clément-Myionnet
- Rue Clodion
- Rue du Clos-Feuquières
- Rue Clouet
- Voie CN/15
- Rue du Colonel-Colonna-d’Ornano
- Rue du Colonel-Pierre-Avia
- Rue du Commandant-Léandri
- Allée du Commandant-Raynal
- Rue du Commandant-René-Mouchotte
- Impasse du Commerce
- Place du Commerce
- Rue du Commerce
- Place du Comtat-Venaissin
- Rue de la Convention
- Rue Copreaux
- Rue Corbon
- Rue du Cotentin
- Rue Cournot
- Voie CQ/15
- Voie CR/15
- Square du Croisic
- Rue de la Croix-Nivert
- Villa Croix-Nivert
- Rue de Cronstadt
- Voie CT/15
- Voie CU/15
- Voie CV/15
- Voie CW/15
- Allée des Cygnes

### D
- Rue Dalou
- Rue Daniel-Stern
- Passage de Dantzig
- Rue de Dantzig
- Avenue Delecourt
- Rue du Départ
- Rue Desaix
- Square Desaix
- Rue Desnouettes
- Square Desnouettes
- Allée de la Deuxième-D.-B.
- Place du Dix-Huit-Juin-1940
- Rue du Docteur-Finlay
- Rue du Docteur-Jacquemaire-Clemenceau
- Rue du Docteur-Roux (bis 1934 nördlicher Teil der rue Dutot[1])
- Impasse Dombasle
- Passage Dombasle
- Rue Dombasle
- Rue Dominique-Pado
- Passage du Guesclin
- Rue Du Guesclin
- Rue Dulac
- Place Dupleix
- Rue Dupleix
- Rue Duranton
- Rue Dutot (Seit 1934 verkürzt und mit Hausnummern 43 und 46 beginnend[1])

### E
- Passage des Écoliers
- Rue Edgar-Faure
- Rue Edmond-Guillout
- Rue Edmond-Roger
- Impasse de l’Église
- Rue de l’Église
- Rue Émeriau
- Rue Émile-Duclaux
- Avenue Émile-Zola
- Square Émile-Zola
- Rue Emmanuel-Chauvière
- Impasse de l’Enfant-Jésus
- Passage des Entrepreneurs
- Rue des Entrepreneurs
- Villa des Entrepreneurs
- Rue Ernest-Hemingway
- Avenue Ernest-Renan
- Rue Ernest-Renan
- Place Étienne-Pernet
- Rue Eugène-Gibez
- Rue Eugène-Millon

### F
- Voie F/15
- Cité Falguière
- Place Falguière
- Rue Falguière
- Rue Fallempin
- Rue des Favorites
- Rue de la Fédération
- Avenue Félix-Faure
- Rue Félix-Faure
- Rue Fenoux
- Rue Ferdinand-Fabre
- Rue Firmin-Gillot
- Rue Fizeau
- Rue Fondary
- Villa Fondary
- Rue Fourcade
- Rue François-Bonvin
- Rue François-Coppée
- Rue François-Mouthon
- Rue François-Villon
- Rue Franquet
- Rue Frédéric-Magisson
- Rue Frédéric-Mistral
- Villa Frédéric-Mistral
- Square Frédéric-Vallois
- Rue Frémicourt
- Rue des Frères-Morane
- Allée des Frères-Voisin
- Boulevard des Frères-Voisin

### G
- Voie G/15
- Villa Gabriel
- Villa Garnier
- Rue Gager-Gabillot
- Boulevard Gallieni
- Boulevard Garibaldi
- Pont du Garigliano
- Rue Gaston-Boissier
- Rue Gaston-de-Caillavet
- Rue du Général-Baratier
- Place du Général-Beuret
- Rue du Général-Beuret
- Rue du Général-de-Castelnau
- Rue du Général-de-Larminat
- Allée du Général-Denain
- Rue du Général-Estienne
- Rue du Général-Guillaumat
- Rue du Général-Lucotte
- Boulevard du Général-Martial-Valin
- Place du Général-Monclar
- Carrefour du Général-Jacques-Pâris-de-Bollardière
- Rue George-Bernard-Shaw
- Rue Georges-Citerne
- Rue Georges-Duhamel
- Rue Georges-Dumézil
- Rue Georges-Leclanché
- Place Georges-Mulot
- Rue Georges-Pitard
- Rue Gerbert
- Rue Ginoux
- Rue Gramme
- Boulevard de Grenelle
- Pont de Grenelle
- Port de Grenelle
- Quai de Grenelle
- Villa de Grenelle
- Impasse Grisel
- Rue Gustave-Larroumet
- Rue Gutenberg

### H
- Voie H/15
- Rue du Hameau
- Rue de l’Harmonie
- Rue Henri-Bocquillon
- Rue Henri-Duchène
- Place Henri-Queuille
- Place Henri-Rollet
- Rue Henry-Farman
- Rue Héricart
- Villa Hersent
- Villa Honoré-Gabriel-Riqueti
- Rue Houdart-de-Lamotte
- Place Hubert-Monmarché
- Rue Humblot

### I
- Rue de l’Ingénieur-Robert-Keller
- Place des Insurgés-de-Varsovie
- Quai d’Issy-les-Moulineaux

### J
- Voie J/15
- Rue Jacques-Baudry
- Place Jacques-et-Thérèse-Tréfouël
- Place Jacques-Marette
- Rue Jacques-Mawas
- Port de Javel
- Rue de Javel
- Villa Jean-Baptiste-Luquet
- Rue Jean-Daudin
- Rue Jean-Formigé
- Rue Jean-Fourastié
- Rue Jean-Maridor
- Rue Jeanne-Hachette
- Rue Jean-Pierre-Bloch
- Rue Jean-Rey
- Rue Jean-Sicard
- Square Jean-Thébaud
- Rue Jobbé-Duval
- Rue Jongkind
- Rue Joseph-Liouville
- Rue Juge
- Villa Juge
- Rue Jules-Dupré
- Rue Jules-Simon

### K
- Place de Kyoto

### L
- Villa La Fresnaye
- Avenue de La Motte-Picquet
- Square de La Motte-Picquet
- Rue La Quintinie
- Impasse du Labrador
- Rue Labrouste
- Rue Lacordaire
- Rue Lacretelle
- Rue Lakanal
- Rue de Langeac
- Rue du Laos
- Rue Laure-Surville
- Allée Le Gramat
- Rue Leblanc
- Rue Lecourbe
- Villa Lecourbe
- Boulevard Lefebvre
- Rue Lefebvre
- Rue Léon-Delagrange
- Rue Léon-Delhomme
- Rue Léon-Dierx
- Square Léon-Guillot
- Rue Léon-Lhermitte
- Place Léon-Paul-Fargue
- Rue Léon-Séché
- Rue Léontine
- Rue Leriche
- Rue Leroi-Gourhan
- Rue Letellier
- Villa Letellier
- Rue Lhuillier
- Rue du Lieuvin
- Rue Linois
- Rue Louis-Armand
- Rue Louis-Vicat
- Rue de Lourmel
- Avenue de Lowendal
- Square Lowendal
- Rue Lucien-Bossoutrot

### M
- Place Madeleine-Renaud-et-Jean-Louis-Barrault
- Rue Mademoiselle
- Avenue du Maine
- Rue Malassis
- Place Marcel-Cerdan
- Square Marcel-Toussaint
- Rue Marguerite-Boucicaut
- Allée Marguerite-Yourcenar
- Place Marie-Madeleine-Fourcade
- Villa Marie-Vassilieff
- Rue Mario-Nikis
- Rue Marmontel
- Place des Martyrs-de-la-Résistance-de-la-Porte-de-Sèvres
- Place des Martyrs-Juifs-du-Vélodrome-d’Hiver
- Impasse Mathieu
- Rue Mathurin-Régnier
- Rue Maublanc
- Rue Maurice-Maignen
- Esplanade Max-Guedj
- Square Max-Hymans
- Rue Meilhac
- Rue Miollis
- Pont Mirabeau
- Rue Mizon
- Rue Modigliani
- Rue de la Montagne-D’Aulas
- Rue de la Montagne-de-la-Fage
- Rue de la Montagne-de-l’Espérou
- Place de la Montagne-du-Goulet
- Rue du Mont-Aigoual
- Rue Montauban
- Rue de Montebello
- Boulevard du Montparnasse
- Villa du Mont-Tonnerre
- Cité Morieux
- Rue des Morillons
- Place du Moulin-de-Javel

### N
- Rue Nanteuil
- Rue Nélaton
- Esplanade du Neuf-Novembre-1989
- Rue Nicolas-Charlet
- Rue Nocard

### O
- Rue Olier
- Passage Olivier-de-Serres
- Rue Olivier-de-Serres
- Rue d’Oradour-sur-Glane
- Rue Oscar-Roty
- Rue d’Ouessant

### P
- Boulevard Pasteur
- Square Pasteur
- Rue Paul-Barruel
- Rue Paul-Chautard
- Rue Paul-Delmet
- Avenue Paul-Déroulède
- Rue Paul-Hervieu
- Rue Péclet
- Rue Pégoud
- Rue des Périchaux
- Rue Pérignon
- Boulevard périphérique
- Rue Petel
- Rue du Pic-de-Barrette
- Rue Pierre-Mille
- Rue Piet-Mondrian
- Rue Platon
- Rue de Plélo
- Rue Plumet
- Villa Poirier
- Rue de Pondichéry
- Rond-point du Pont-Mirabeau
- Avenue de la Porte-Brancion
- Avenue de la Porte-de-la-Plaine
- Avenue de la Porte-de-Plaisance
- Avenue de la Porte-de-Sèvres
- Place de la Porte-de-Versailles
- Rue de la Porte-d’Issy
- Impasse de Presles
- Rue de Presles
- Rue de la Procession
- Rue du Professeur-Florian-Delbarre

### Q
- Rue des Quatre-Frères-Peignot
- Rue Quinault

### R
- Place Raoul-Dautry
- Rue René-Ravaud
- Place de la République-de-Panama
- Passage Ribet
- Impasse Richard
- Rue Robert-de-Flers
- Rue Robert-Fleury
- Place Robert-Guillemard
- Rue Robert-Lindet
- Villa Robert-Lindet
- Place Romain-Gary
- Impasse Ronsin
- Rue Rosa-Bonheur
- Rue Rosenwald
- Rue de la Rosière
- Rue Rouelle

### S
- Voie S/15
- Rue de la Saïda
- Rue Saint-Amand
- Place Saint-Charles
- Rond-Point Saint-Charles
- Rue Saint-Charles
- Villa Saint-Charles
- Rue Saint-Christophe
- Avenue Sainte-Eugénie
- Rue Sainte-Félicité
- Rue Sainte-Lucie
- Rue Saint-Lambert
- Rue Saint-Saëns
- Rue Santos-Dumont
- Villa Santos-Dumont
- Rue Sarasate
- Avenue de Saxe
- Rue Schutzenberger
- Rue Sébastien-Mercier
- Passage Sécurité
- Avenue de Ségur
- Rue Serret
- Rue de Sèvres
- Rue Sextius-Michel
- Place Simone-Michel-Lévy
- Ruelle du Soleil-d’Or
- Rue du Sommet-des-Alpes
- Rue du Soudan
- Rue de Staël
- Avenue de Suffren
- Port de Suffren
- Place de Sydney

### T
- Rue Tessier
- Rue du Théâtre
- Rue Théodore-Deck
- Villa Théodore-Deck
- Square Théodore-Judlin
- Rue Théophraste-Renaudot
- Rue Thiboumery
- Villa Thoreton
- Cité Thuré
- Rue Thureau-Dangin
- Rue Tiphaine
- Rue Tisserand
- Rue Tournus

### V
- Rue Valentin-Haüy
- Rue Varet
- Rue Vasco-de-Gama
- Rue Vaugelas
- Boulevard de Vaugirard
- Rue de Vaugirard
- Square Vergennes
- Rue Viala
- Rue de Vichy
- Boulevard Victor
- Rue Victor-Duruy
- Rue Victor-Galland
- Rue Vigée-Lebrun
- Rue de Villafranca
- Place Violet
- Rue Violet
- Villa Violet
- Rue de Viroflay
- Rue des Volontaires
- Rue de Vouillé

### W
- Place Wassily-Kandinsky

### Y
- Rue Yvart

### Z
- Rampe Zola